# (17058) Rocknroll
Pour les articles homonymes, voir Rock 'n' roll (homonymie).
(17058) Rocknroll est un astéroïde de la ceinture principale découvert le 13 avril 1999 à l'observatoire de Reedy Creek dans le Queensland par l'astronome australien John Broughton. Sa désignation provisoire était 1999 GA5.
Il porte le nom du genre musical apparu au début des années 1950, le rock 'n' roll.